# Jelena Miroszyna
Jelena Nikołajewna Miroszyna (ros. Елена Николаевна Мирошина; ur. 5 czerwca 1974 w Moskwie, zm. 18 grudnia 1995 tamże) – radziecka skoczkini do wody.
W 1987 została mistrzynią Europy w skokach z wieży 10 m.
W 1988 wystartowała na igrzyskach olimpijskich, na których zajęła 6. miejsce w skokach z wieży 10 m. Była najmłodszym reprezentantem ZSRR na tych igrzyskach.
W 1990 wywalczyła srebro Igrzysk Dobrej Woli w skokach z wieży 10 m.
W 1991 ponownie została mistrzynią Europy w skokach z wieży 10 m. W tym samym roku zdobyła też srebrny medal mistrzostw świata w skokach z wieży 10 m.
W 1992 po raz drugi wystąpiła na igrzyskach olimpijskich jako reprezentantka Wspólnoty Niepodległych Państw. Została wówczas srebrną medalistką w skokach z wieży 10 m.
W 1995 zakończyła karierę. 30 grudnia tegoż roku została znaleziona martwa pod oknami jednego z bloków w Moskwie. Zawodniczka wypadła z okna swojego mieszkania na piątym piętrze 18 grudnia. W momencie śmierci była w czwartym miesiącu ciąży. Okoliczności śmierci do dziś nie zostały wyjaśnione.